# ديفيد قاي
ديفيد قاي (بالإنجليزية: David Guy) هو مصرفي ومهندس أمريكي، ولد في 1897 في سانت لويس في الولايات المتحدة، وتوفي في 1960 في برين مار ‏ في الولايات المتحدة.